# Markus Thiele

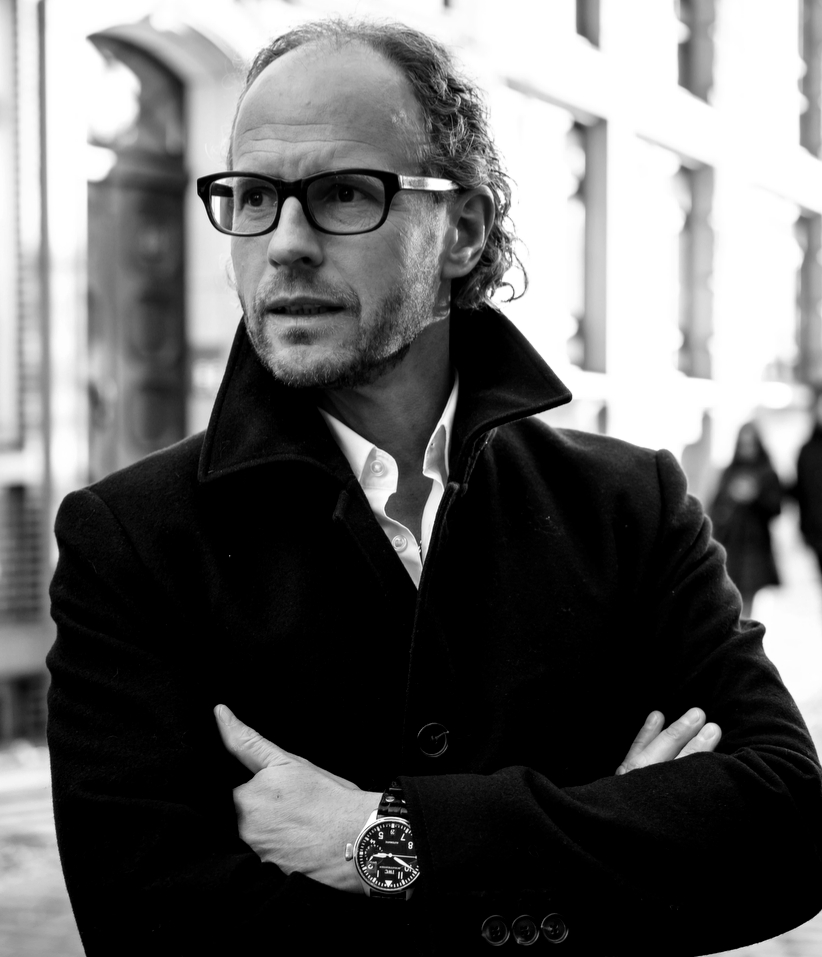
Markus Thiele (2019)

Markus Thiele (* 2. November 1971 in Hildesheim) ist ein deutscher Schriftsteller.

## Leben und Werk
Markus Thiele studierte Rechtswissenschaft an der Georg-August-Universität Göttingen und absolvierte sein Referendariat am Oberlandesgericht Celle und am Oberlandesgericht Braunschweig. Nach seiner Promotion zu einem strafrechtlichen Thema ließ er sich in Göttingen als selbstständiger Rechtsanwalt nieder. Seit 2013 ist er einer der geschäftsführenden Gesellschafter der Anwaltsgesellschaft Kleinjohann in Rosdorf. Er ist Fachanwalt für Bau- und Architektenrecht, Arbeitsrecht und gewerblichen Rechtsschutz. Zudem liegt einer seiner beruflichen Schwerpunkte auf  dem Vergaberecht.
Im Jahr 2007 begann er, sich dem belletristischen Schreiben zu widmen, es entstanden erste Kurzgeschichten. Für seinen Text Heimweh erhielt er 2009 den Wiener Werkstattpreis. 2012 wurde er für seine Novelle Die Leuchtturmwärterin mit dem Publikumspreis des Kulturpreises des Landkreises Göttingen ausgezeichnet. Es folgte 2013 mit dem ersten Roman Dreizehn Tage am Meer die Geschichte zweier Brüder, die sich nach zwanzig Jahren der Trennung wiedersehen und ihre gemeinsame Vergangenheit aufarbeiten, um in ihrer jeweiligen Gegenwart zu bestehen.
Mit dem 2020 erschienenen Roman Echo des Schweigens wendete sich Thiele dem Bereich des True Crime zu. Er verarbeitet in der Geschichte um den (fiktionalen) Hamburger Strafverteidiger Hannes Jansen den Tod des Sierra Leoners Oury Jalloh, der 2005 – gefesselt an Händen und Füßen – in einer Gewahrsamszelle im Dessauer Polizeigebäude verbrannte. In der Zeitung Der Freitag hieß es in einer Rezension, Thiele habe das Zeug zu einem Autor anspruchsvoller Unterhaltungsliteratur.
2021 folgte der Roman Die Wahrheit der Dinge. Darin wird der Fall der Marianne Bachmeier mit dem Amadeu Antonios insofern zueinander ins Verhältnis gesetzt, als in der jeweiligen Wechselwirkung der Frage nachgegangen wird, was Wahrheit tatsächlich bedeutet und ob die Begriffe Recht und Gerechtigkeit eine Korrelation aufweisen.
Der 2022 erschienene Roman Die sieben Schalen des Zorns greift das Thema der Strafbarkeit aktiver Sterbehilfe an einer schwer an Alzheimerdemenz erkrankten Frau auf. Der fiktionale Text basiert auf einem wahren Fall aus den Niederlanden, bei dem eine Ärztin vom Vorwurf des Mordes an einer ihrer Patientinnen freigesprochen wurde.
2024 erschien Zeit der Schuldigen. Auch in diesem Roman werden reale Justizfälle mit fiktionalen Elementen verbunden. Grundlage der Geschichte bildet der Fall der Frederike von Möhlmann, einer im Jahr 1981 siebzehnjährigen Schülerin, die auf dem Heimweg von Celle nach Hambühren vergewaltigt und ermordet wurde. Der mutmaßliche Täter, Ismet H., wurde zunächst vom Landgericht Lüneburg zu lebenslanger Haft verurteilt. Der Bundesgerichtshof (BGH) hob das Urteil jedoch wegen Mängeln in der Beweisaufnahme auf und verwies die Sache an das Landgericht Stade zurück. Dieses sprach H., nach ergänzender Beweisaufnahme, 1983 frei. Der Freispruch wurde rechtskräftig. Seither versuchte der Vater der ermordeten Frederike, Hans von Möhlmann, den wahren Täter zu finden und verurteilen zu lassen – ohne Erfolg. Eine Gesetzesänderung im Jahr 2022 (Einführung des § 362 Nr. 5 StPO), die es ermöglichen sollte, bei nicht verjährbaren Straftaten wie Mord und bei Vorliegen neuer Beweise, die einen dringenden Tatverdacht begründen, ein Strafverfahren auch zu Ungunsten eines Beschuldigten wieder aufzunehmen, wurde mit Urteil vom 31. Oktober 2023 vom Bundesverfassungsgericht für verfassungswidrig erklärt.

## Publikationen
- Vermögensstrafe und Gewinnabschöpfung. Ein Spagat zwischen Verfassungsrecht und effektiver Kriminalpolitik. Zugl. Dissertation Universität Göttingen. Cuvillier, Göttingen 1999, ISBN 3-89712-626-5.
- Dreizehn Tage am Meer. Oldigor-Verlag, Rhede 2013, ISBN 978-3-943697-56-8.
- Echo des Schweigens. Benevento, Wals bei Salzburg 2020, ISBN 978-3-7109-0091-4.
- Die Wahrheit der Dinge. Benevento, Salzburg/München 2021, ISBN 978-3-7109-0093-8.
- Die sieben Schalen des Zorns. Benevento, Salzburg/München 2022, ISBN 978-3-7109-0131-7.
- Zeit der Schuldigen. Roman nach einem wahren Kriminalfall. Lübbe, Köln 2024, ISBN 978-3-7577-0038-6.

## Hörbücher
- Echo des Schweigens. Sprecher: Wolfgang Pampel, Benevento/Sony Music, 2020.
- Die Wahrheit der Dinge. Sprecher: Herbert Schäfer. Steinbach sprechende Bücher, Untermünkheim 2021, ISBN 978-3-86974-600-5.
- Die sieben Schalen des Zorns. Sprecher: Herbert Schäfer. Saga-Egmont, Kopenhagen 2022, ISBN 978-87-28-15463-2.
- Zeit der Schuldigen. Sprecher: Dietmar Wunder, Lübbe Audio, Köln 2024, ISBN 978-3-7577-0038-6.